# Laurène Catani
Pour les articles homonymes, voir Catani.
Laurène Catani, née le 8 avril 1991  à Marseille, est une joueuse de handball française évoluant au poste de demi-centre. Elle a réalisé la plus grande partie de sa carrière professionnelle au Toulon Saint-Cyr Var Handball, son club formateur.

## Biographie
À l'âge de 29 ans, Laurène Catani quitte Toulon Saint-Cyr et s'engage avec le Brest Bretagne Handball à partir de la saison 2020-2021 pour une durée de deux ans. Peu utilisée par Laurent Bezeau, elle rebondit à l'été 2021 en signant un contrat de deux ans avec le Mérignac Handball. Elle ne reste finalement qu'une saison dans le Bordelais, souhaitant se consacrer à de nouveaux projets.

## Palmarès

### Sélection nationale

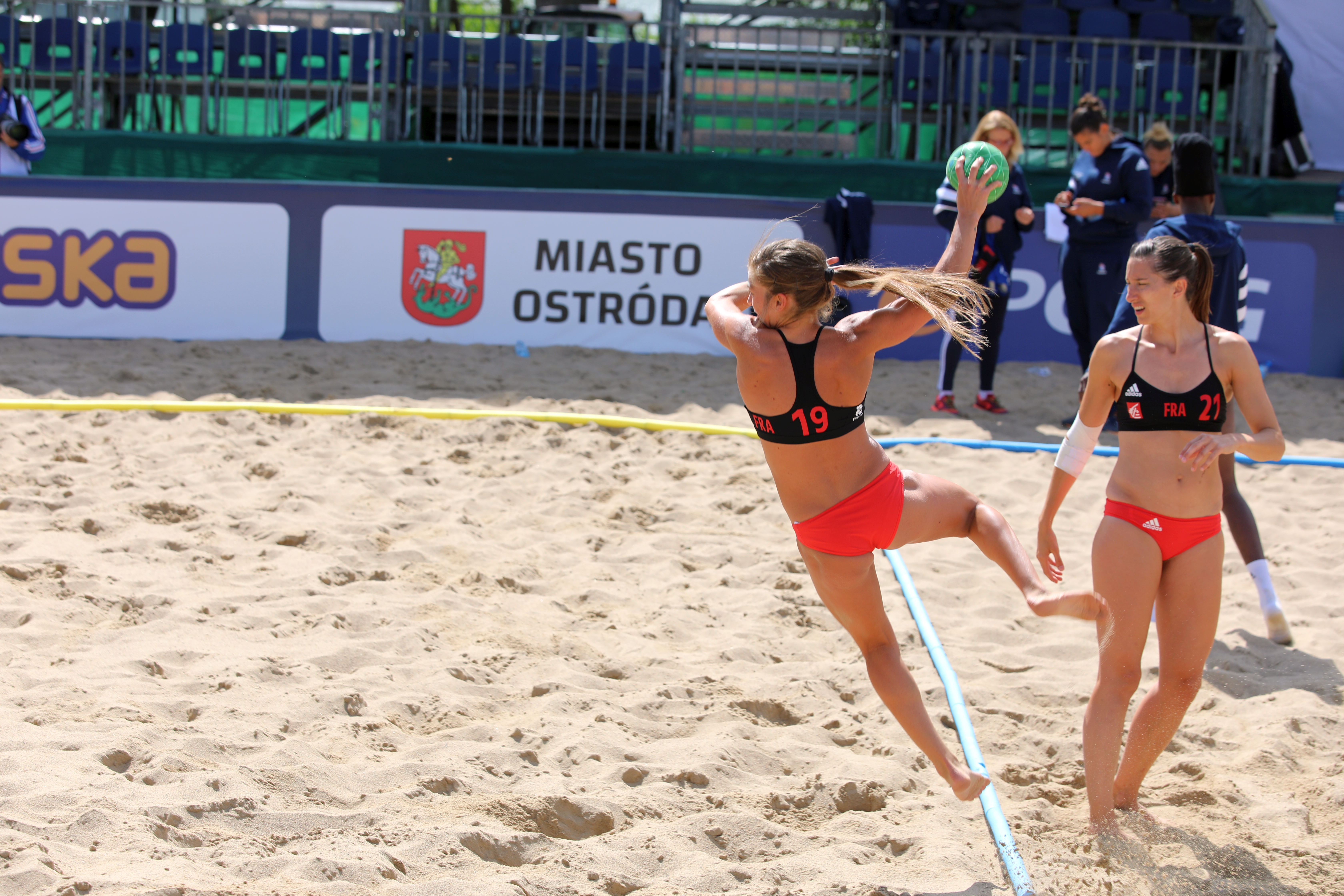
Catani au tir sous le regard de Marion Limal aux Championnats d'Europe de beach handball 2019.

- 13e place aux Championnats d'Europe de beach handball 2019

### En club
Compétitions internationales
- Finaliste de la Ligue des champions en 2021 (avec Brest Bretagne Handball)

Compétitions nationales
- vainqueur du Championnat de France en 2021 (avec Brest Bretagne Handball)
- vainqueur de la Coupe de France en 2012 (avec Toulon Saint-Cyr) et 2021 (avec Brest Bretagne Handball)